# Pithole, Pennsylvania
Pithole, hoặc thành phố Pithole, là một thành phố ma trong Cornplanter, quận Venango ở tiểu bang Pennsylvania, khoảng 6 dặm (9,7 km) so với Công viên Tiểu bang Oil Creek và bảo tàng giếng Drake, là địa điểm của giếng dầu thương mại đầu tiên của thế giới. Sự tăng trưởng đột ngột và như sự suy giảm nhanh chóng của Pithole, cũng như tình trạng của nó như là một "mặt đất chứng minh" của các loại cho ngành công nghiệp dầu khí đang phát triển, làm cho nó một trong những thành phố bùng nổ dầu mỏ nổi tiếng nhất.
Việc tìm thấy dầu tại các giêng gần đó trong tháng 1 năm 1865 đã kéo theo một làn sóng dân nhập cư lớn đến khu vực sau đó trở thành Pithole, phần lớn họ là những người đầu cơ đất đai. Thị trấn được bố trí vào tháng 5 năm 1865, và đến tháng 12 đã được thành lậpvào tháng 12 với dân số khoảng 20.000 người. Lúc cao điểm, Pithole đã có ít nhất 54 khách sạn, 3 nhà thờ, bưu điện lớn thứ ba ở Pennsylvania, một tờ báo, một nhà hát, một đường sắt, đường ống dẫn đầu tiên trên thế giới và một khu phố đèn đỏ. Đến năm 1866, tăng trưởng kinh tế và sản xuất dầu tại Pithole đã chậm lại. Việc phát hiện dầu mỏ xung quanh các cộng đồng khác gần đó và các vụ cháy đã đẩy cư dân thành phố này rời bỏPithole và đến năm 1877, khu phố này đã được không được hợp nhất.
Khu vực đã hết hát triển quá mức và được tặng cho Bảo tàng lịch sử Pennsylvania và Ủy ban bảo tàng vào năm 1961. Một trung tâm du khách, có chứa các hiện vật liên quan đến lịch sử của Pithole, được xây dựng vào những năm 1970. Pithole được liệt kê trong Danh sách quốc gia về lịch sử địa điểm năm 1973.